# ماه‌گرفتگی ژوئیه ۲۰۱۸
| ماه‌گرفتگی کلی ۲۷ ژوئیه ۲۰۱۸ (۵ مرداد ۱۳۹۷)         | ماه‌گرفتگی کلی ۲۷ ژوئیه ۲۰۱۸ (۵ مرداد ۱۳۹۷) |
| -------------------------------------------------- | ------------------------------------------ |
| گرفت رو به بالا (شمال) عبور ماه از میانهٔ سایهٔ زمین |                                            |
| ساروس                                              | ۱۲۹ (۳۸ از ۷۱)                             |
| گاما                                               | +۰٫۱۱۶۸                                    |
| مدت گرفت (h:m:s)                                   |                                            |
| گرفت کامل                                          | ۱:۴۲:۵۷                                    |
| گرفت جزئی                                          | ۳:۵۴:۳۲                                    |
| کل گرفت                                            | ۶:۱۳:۴۸                                    |
| زمان گرفت (به وقت ایران)                           |                                            |
| آغاز گرفت نیم‌سایه                                  | ۲۱:۴۴:۴۹ (۵ مرداد)                         |
| آغاز گرفت جزئی                                     | ۲۲:۵۴:۲۷ (۵ مرداد)                         |
| آغاز گرفت کلی                                      | ۰۰:۰۰:۱۵ (۶ مرداد)                         |
| اوج گرفتگی                                         | ۰۰:۵۱:۴۴ (۶ مرداد)                         |
| پایان گرفت کلی                                     | ۰۱:۴۳:۱۲ (۶ مرداد)                         |
| پایان گرفت جزئی                                    | ۰۲:۴۹:۰۰ (۶ مرداد)                         |
| پایان گرفت نیم‌سایه                                 | ۰۳:۵۸:۳۷ (۶ مرداد)                         |

ماه‌گرفتگی ۲۷ ژوئیه ۲۰۱۸ (۵ مرداد ۱۳۹۷)، یک ماه‌گرفتگی کلی بود که در تمام جهان، از جمله ایران (بجز ایسلند و گرینلند، شمال غرب آمریکای جنوبی، تمام آمریکای مرکزی و شمالی، شمال و شمال شرق روسیه) قابل رؤیت بود.
این ماه‌گرفتگی کلی در تاریخ‌های جمعه و شنبه، ۵ و ۶ مرداد ۱۳۹۷ روی داد. گرفت کامل آن طولانی‌ترین ماه‌گرفتگی کامل در قرن ۲۱ بوده و به مدت ۱ ساعت و ۴۲ دقیقه و ۵۷ ثانیه طول کشید. این دومین ماه‌گرفتگی کامل سال ۲۰۱۸ پس از ماه ژانویه به‌شمار می‌رود. این خسوف هم‌زمان با مقارنهٔ حضیضی مریخ روی داد؛ پدیده‌ای که هر ۲۵٬۰۰۰ سال یک بار روی می‌دهد و در نجوم مکتوب بشر بی‌سابقه است. در این وضعیت مریخ و زمین در یک راستا با خورشید قرار گرفته و فاصله‌شان نیز به کمترین حد ممکن رسید.

## رؤیت‌پذیری
این ماه‌گرفتگی به صورت کلی در شرق آفریقا و آسیای مرکزی از جمله ایران، و به صورت نیمه‌سایه پیش‌رونده در آمریکای جنوبی، آفریقای غربی و اروپا، و نیم‌سایهٔ پس‌رونده در آسیای شرقی و استرالیا قابل رؤیت بود.

| نمای زمین از کرهٔ ماه هنگام اوج این گرفتگی |
| نقشهٔ رؤیت‌پذیری                            |